# Symphytognatha cabezota
Espèce
Symphytognatha cabezota est une espèce d'araignées aranéomorphes de la famille des Symphytognathidae.

## Distribution
Cette espèce est endémique de la province de Cotopaxi en Équateur,. Elle se rencontre dans la réserve biologique d'Otonga.

## Description
Le mâle holotype mesure 0,92 mm et la femelle paratype 1,7 mm.

## Publication originale
- Dupérré & Tapia, 2017 : On some minuscule spiders (Araneae: Theridiosomatidae, Symphytognathidae) from the Chocó region of Ecuador with the description of ten new species. Zootaxa, no 4341(3), p. 375-399.